# Kubang Jaya
Kubang Jaya is een bestuurslaag in het regentschap Kampar van de provincie Riau, Indonesië. Kubang Jaya telt 14.500 inwoners (volkstelling 2010).